# 俄羅斯入侵烏克蘭期間的俄羅斯移民潮
自2022年2月底俄羅斯全面入侵烏克蘭以来，估计截至2022年3月中旬，已有30万以上的俄罗斯公民及居民离开俄罗斯，截至2022年8月底，这一数字至少为50万。并于10月初额外又新增40万個移民，总计约90万。这一数字包括经济移民、良心拒服兵役者、政治难民及因爲其他因素（例如社會混亂或擔心惹上麻煩）而離開俄羅斯國内的公民。